# Phaeochroops laotianus
Phaeochroops laotianus is een keversoort uit de familie Hybosoridae. De wetenschappelijke naam van de soort is voor het eerst geldig gepubliceerd in 1945 door Paulian.